# تومباسكات
التومباسكات (الاسم العلمي: †Tempskyaceae) هي فصيلة من السراخس تتبع رتبة السرخسيات المشققة من الطائفة السرخسانية.

## أجناس
- التومباسكيا